# رنگینک کاکل‌زرد
رنگینک کاکل‌زرد (نام علمی: Heterocercus flavivertex) نام یک گونه از سرده دگرشاخکی‌ها است.